# Les Clayes-sous-Bois
Les Clayes-sous-Bois è un comune francese di 17 678 abitanti situato nel dipartimento degli Yvelines nella regione dell'Île-de-France.
I suoi abitanti sono chiamati Clétiens.

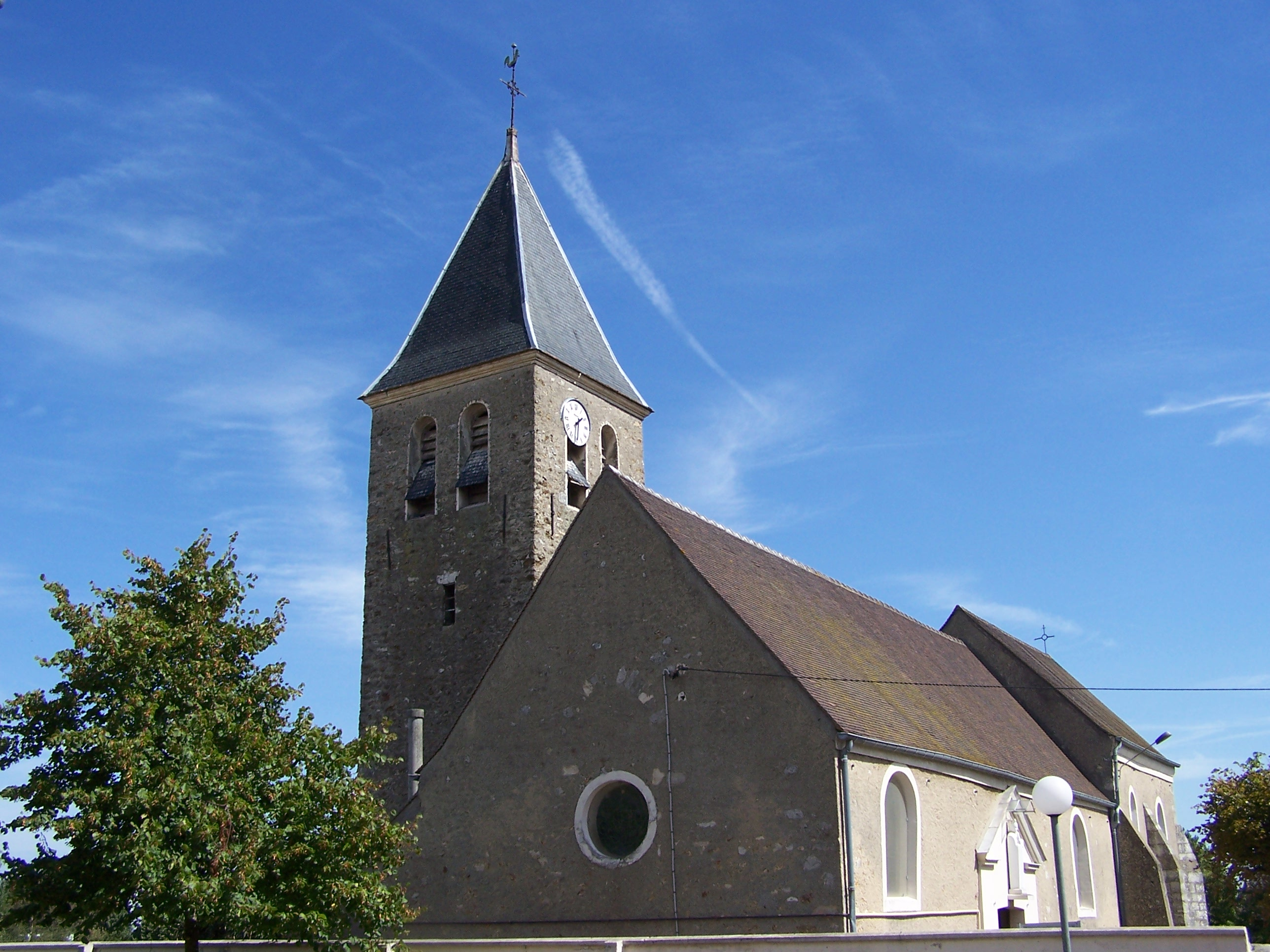
La chiesa Saint-Martin

## Geografia fisica
Il comune di Clayes-sous-Bois è situato a sud-ovest della pianura de Versailles, al margine della foresta di Bois-d'Arcy. La città è molto urbanizzata, essenzialmente formata da villette, ad eccezione della sua parte sud coperta per una parte dal bosco. È irrigata dal Maldroit, affluente della Mauldre ed è attraversata da est verso ovest dall'acquedotto dell'Avre, opera interrata.

## Storia
«Clayes» viene dal nome d'origine normanna o celtica cloi, ovvero "recinto" o "steccato". Il comune ha aggiunto «sous-Bois» alla denominazione ufficiale il 27 luglio 1931.
Sulla piana a sud del comune si trovano dei canali del XVII secolo che avevano la funzione di fornire acqua a Versailles.
Piccola città fino all'inizio del XX secolo, l'arrivo della ferrovia ha fatto sviluppare Les Clayes-sous-Bois con la costruzione di lotti di terreni.

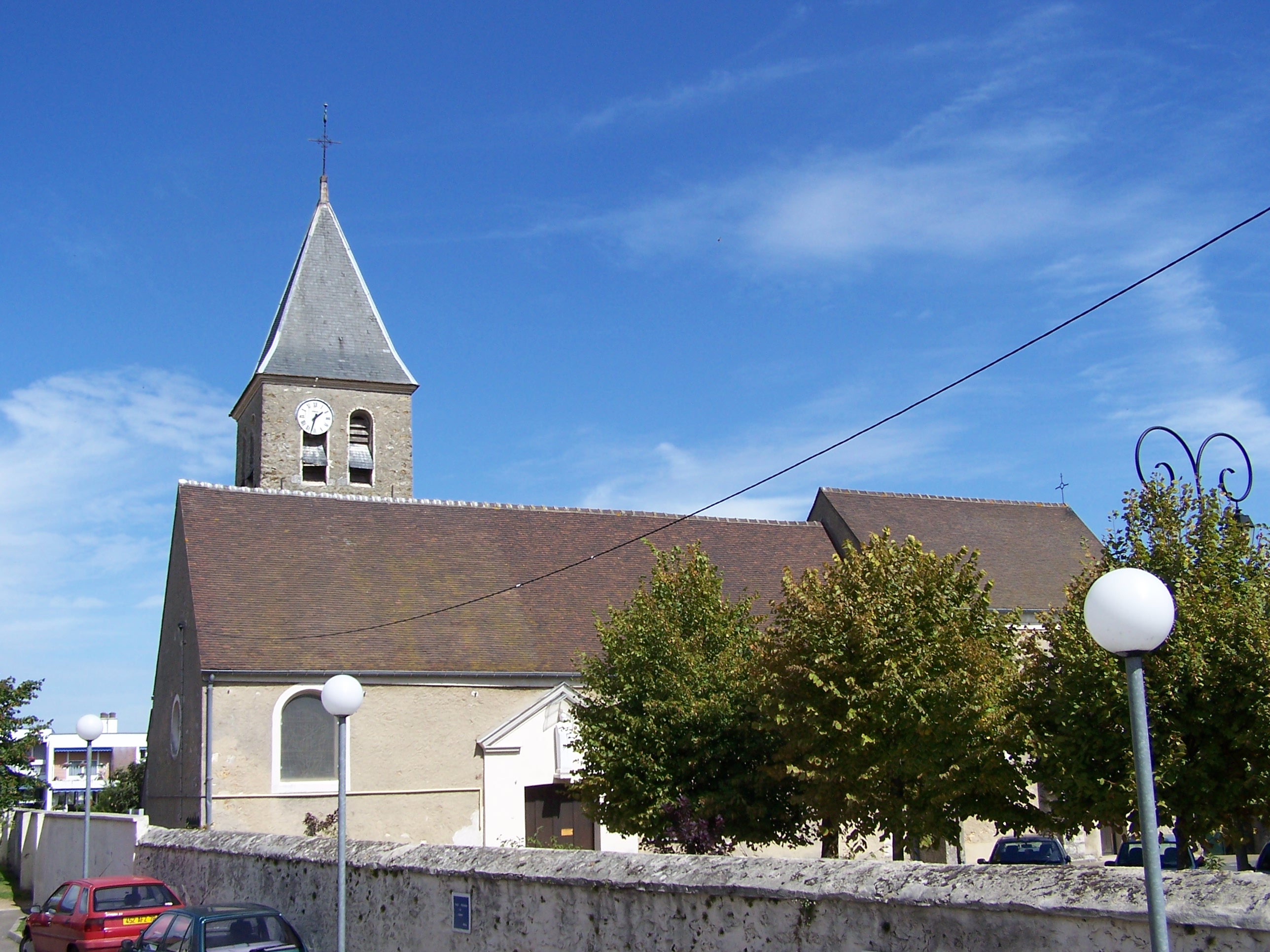
Chiesa Saint-Martin

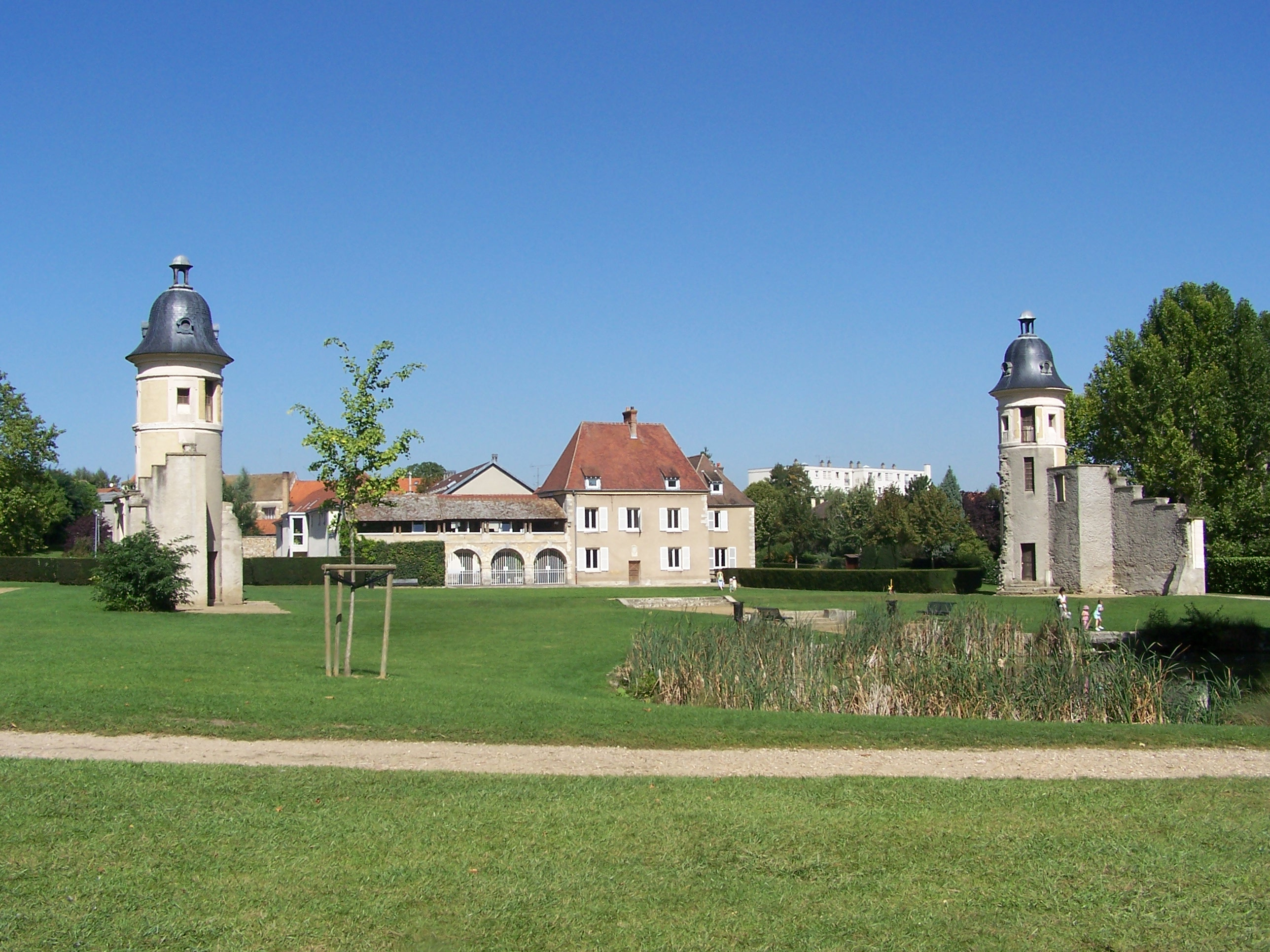
Resti del castello, due torri e i comuni

## Economia
Les Clayes-sous-Bois, come la maggior parte della città dell'Île-de-France comprende numerose imprese, installate in cinque zone industriali e commerciali. La più importante è costituita da un centro Bull (informatica).

## Luoghi d'interesse
- Chiesa Saint-Martin : la sua origine risale all'XI secolo.
- Castelli : dei castelli ivi costruiti, rimangono, nel parco di Diane, due torri sormontate da un lanternone, vestigia del castello dek XIX secolo della famiglia Delaborne e un corpo di dimora, che ripara la biblioteca municipale, resti del castello costruito nel XIV secolo.
- Arbre de Diane ("Albero di Diana"), un platano di 450 anni, classificato come monumento storico. È stato piantato intorno al 1556, da Diane de Poitiers, favorita di Enrico II di Francia.

## Amministrazione

### Gemellaggi
- Röthenbach an der Pegnitz, Germania
- Ponte da Barca, Portogallo

## Società

### Evoluzione demografica
Abitanti censiti

## Galleria d'immagini

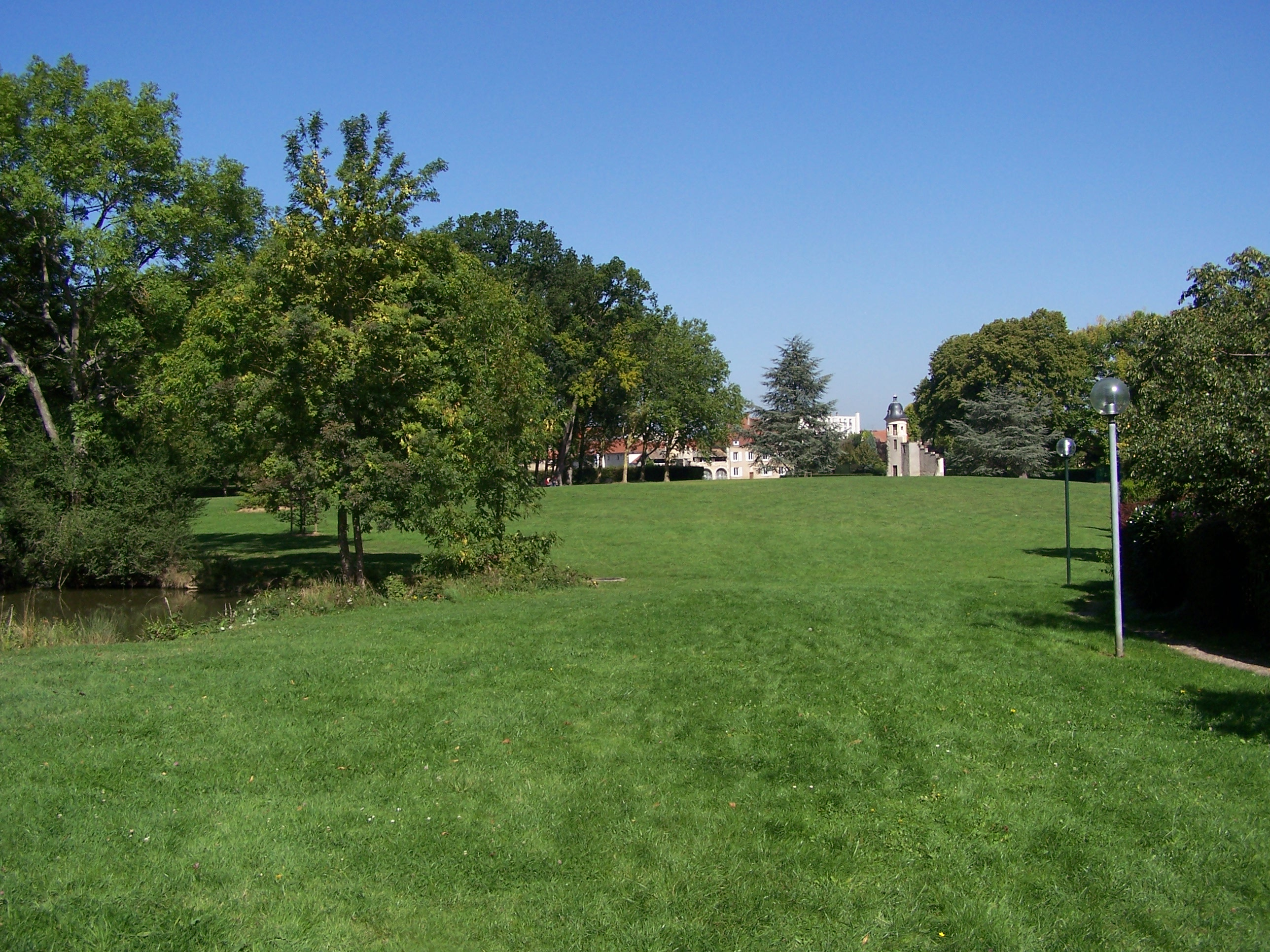
Il parco di Diane
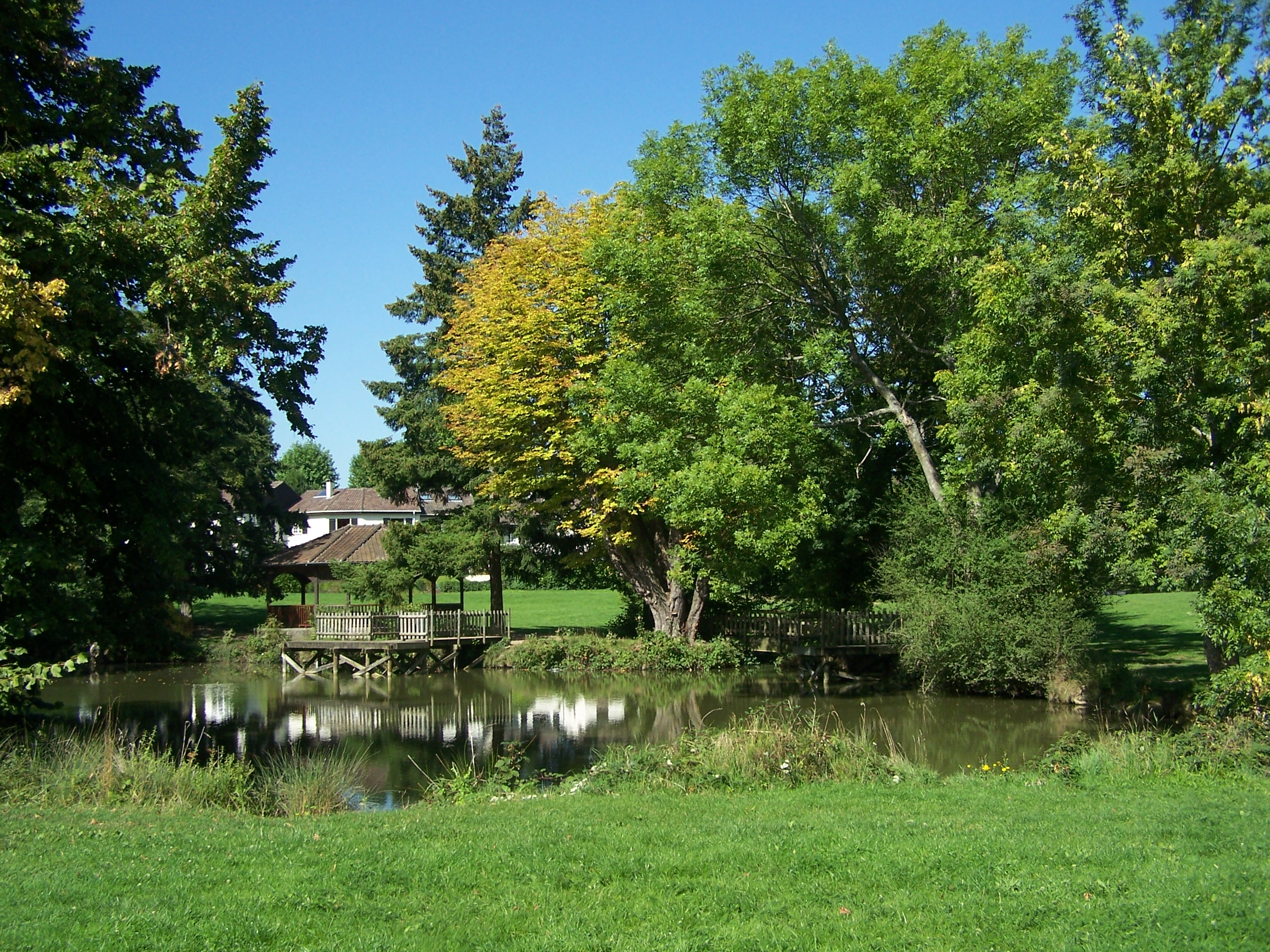
Il parco di Diane
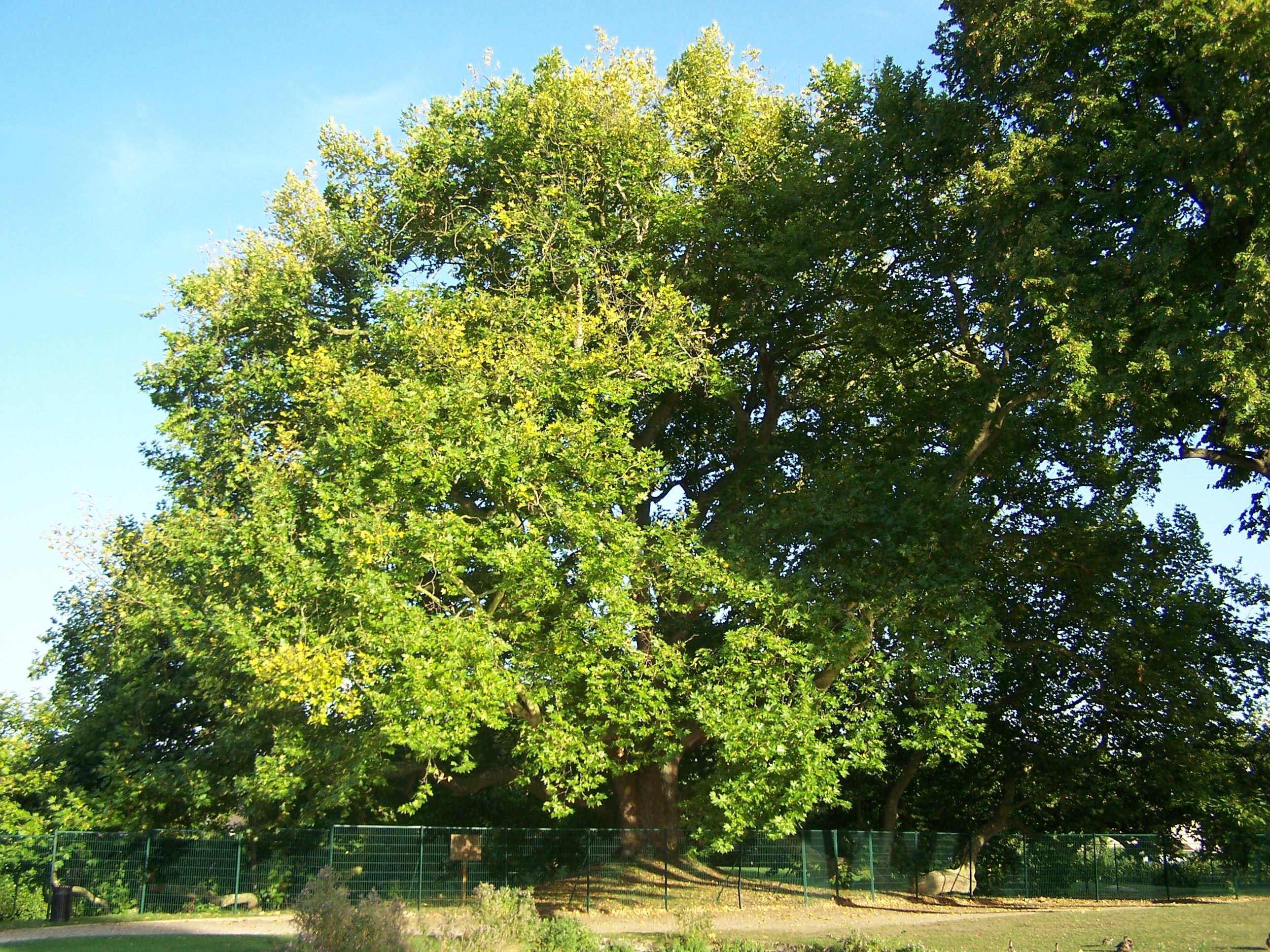
L'albero di Diane
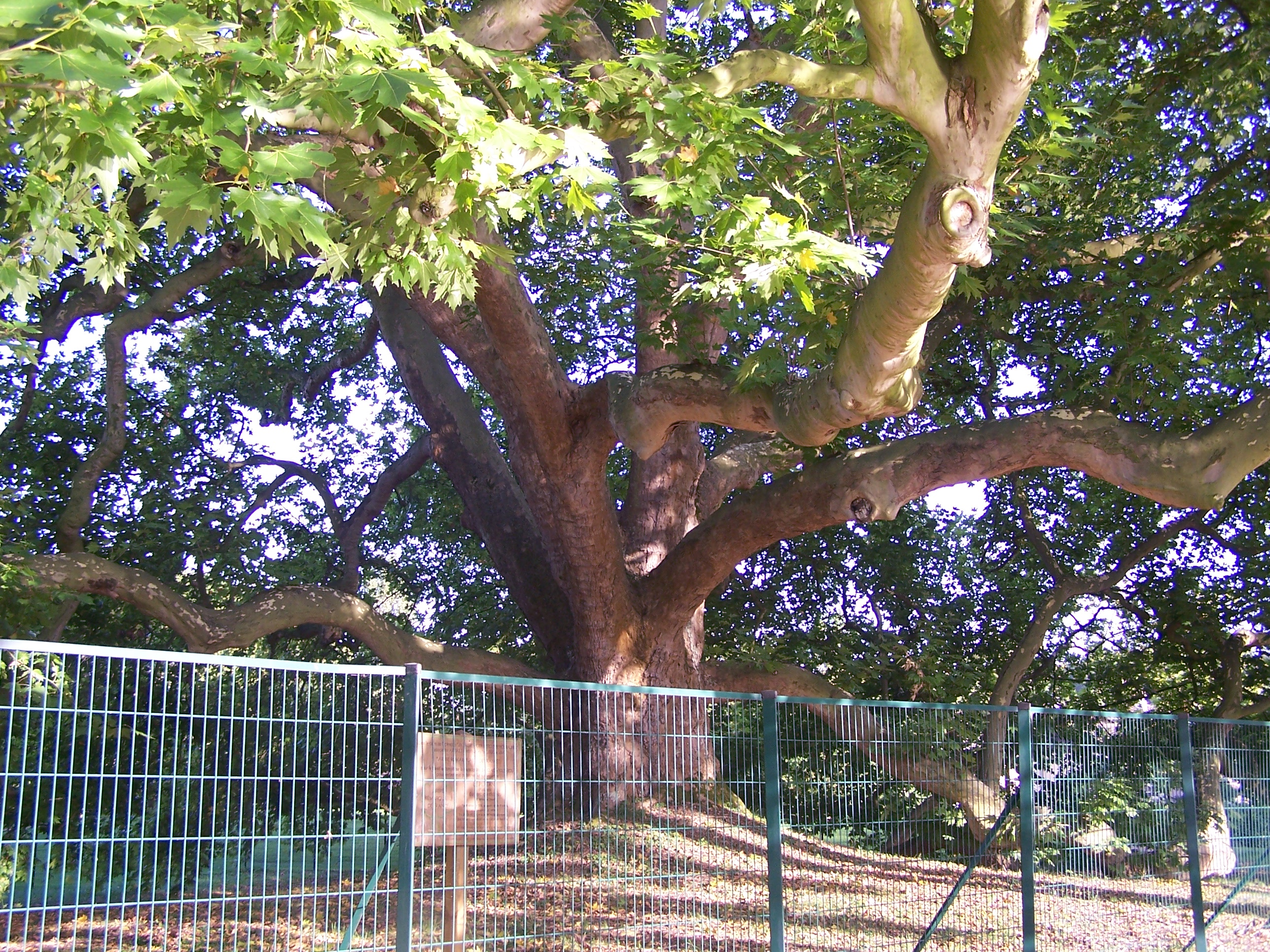
L'imponente tronco dell'albero
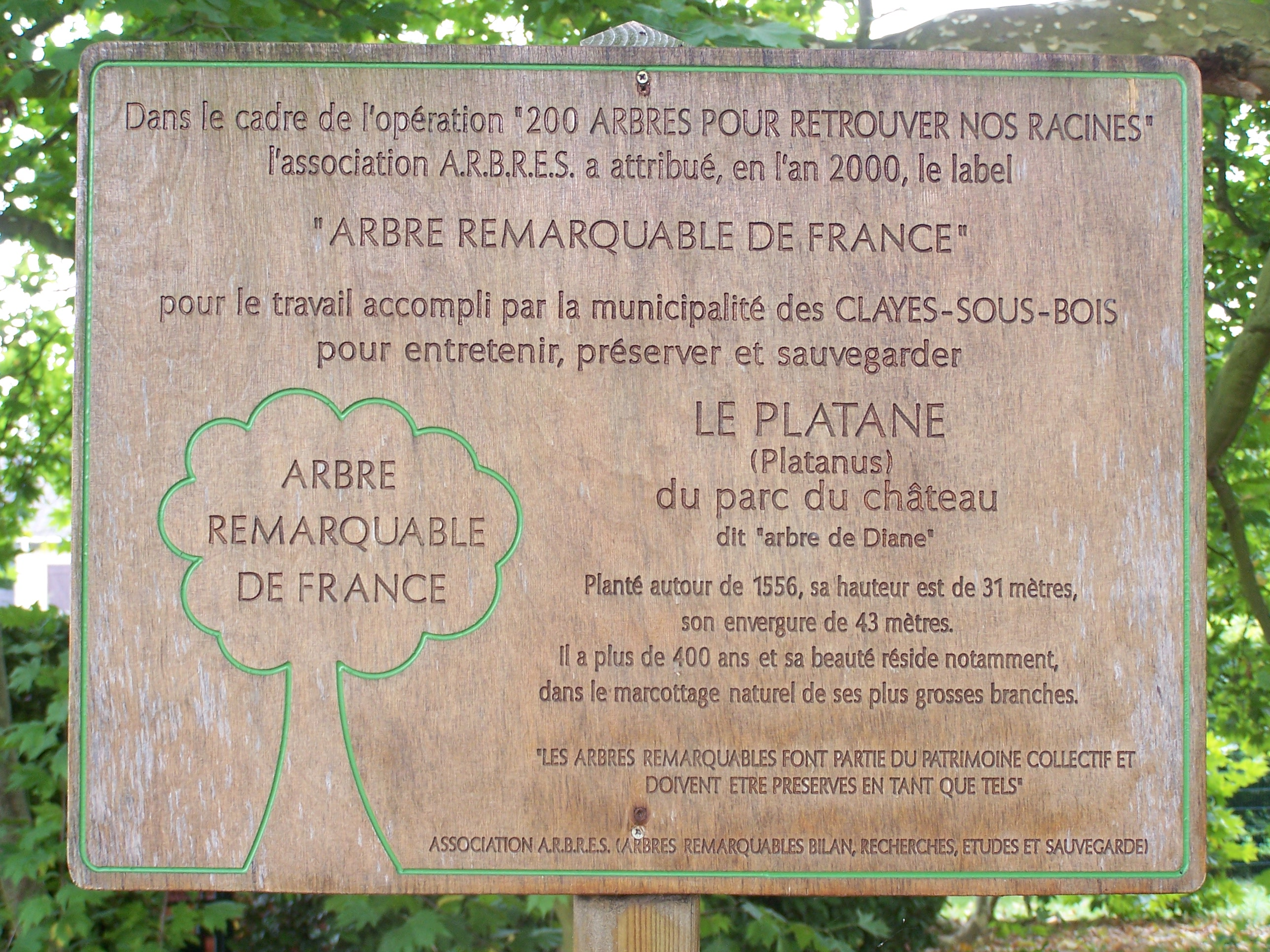
Pannello commemorativo
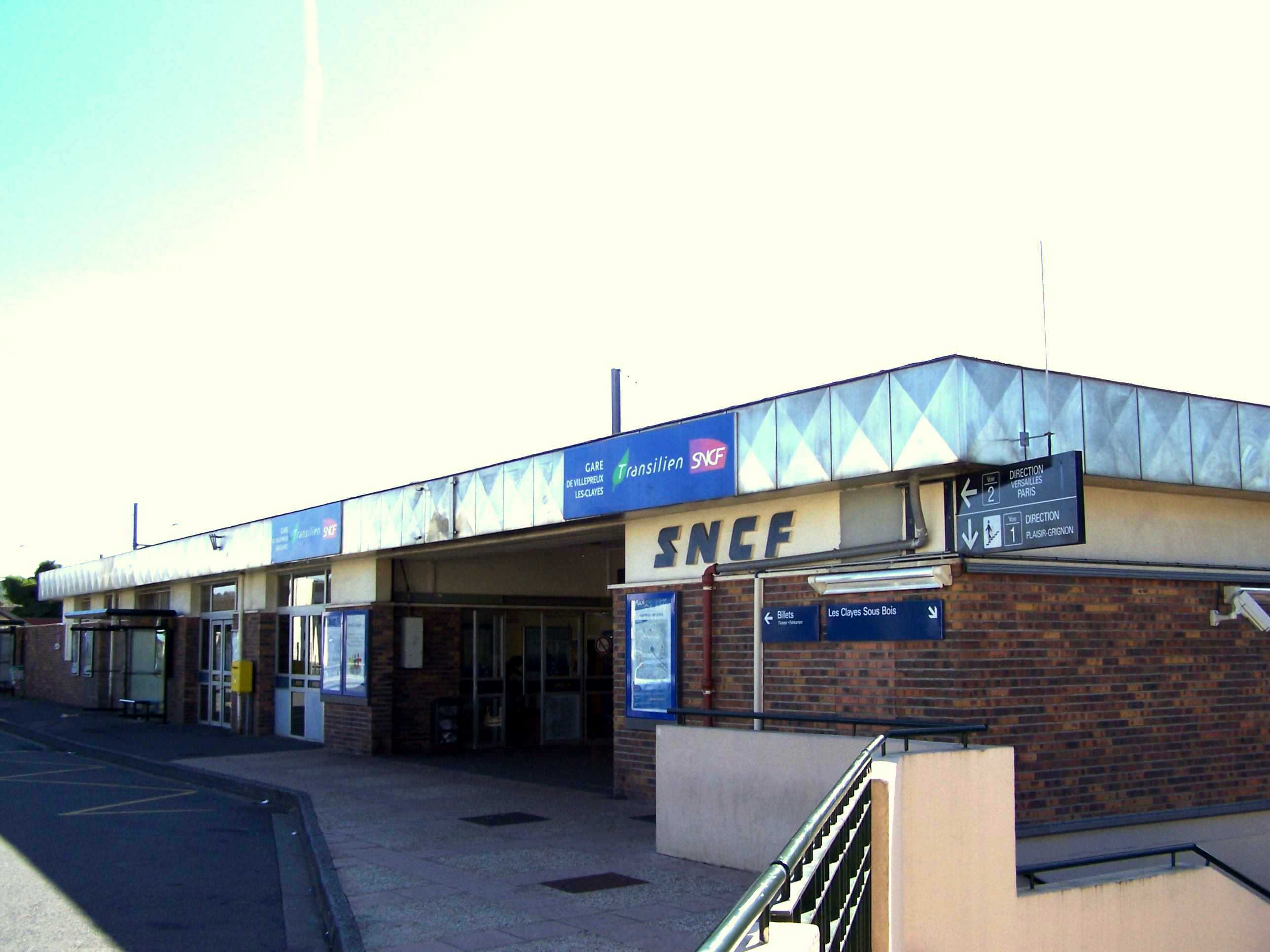
La stazione di Villepreux-Les Clayes
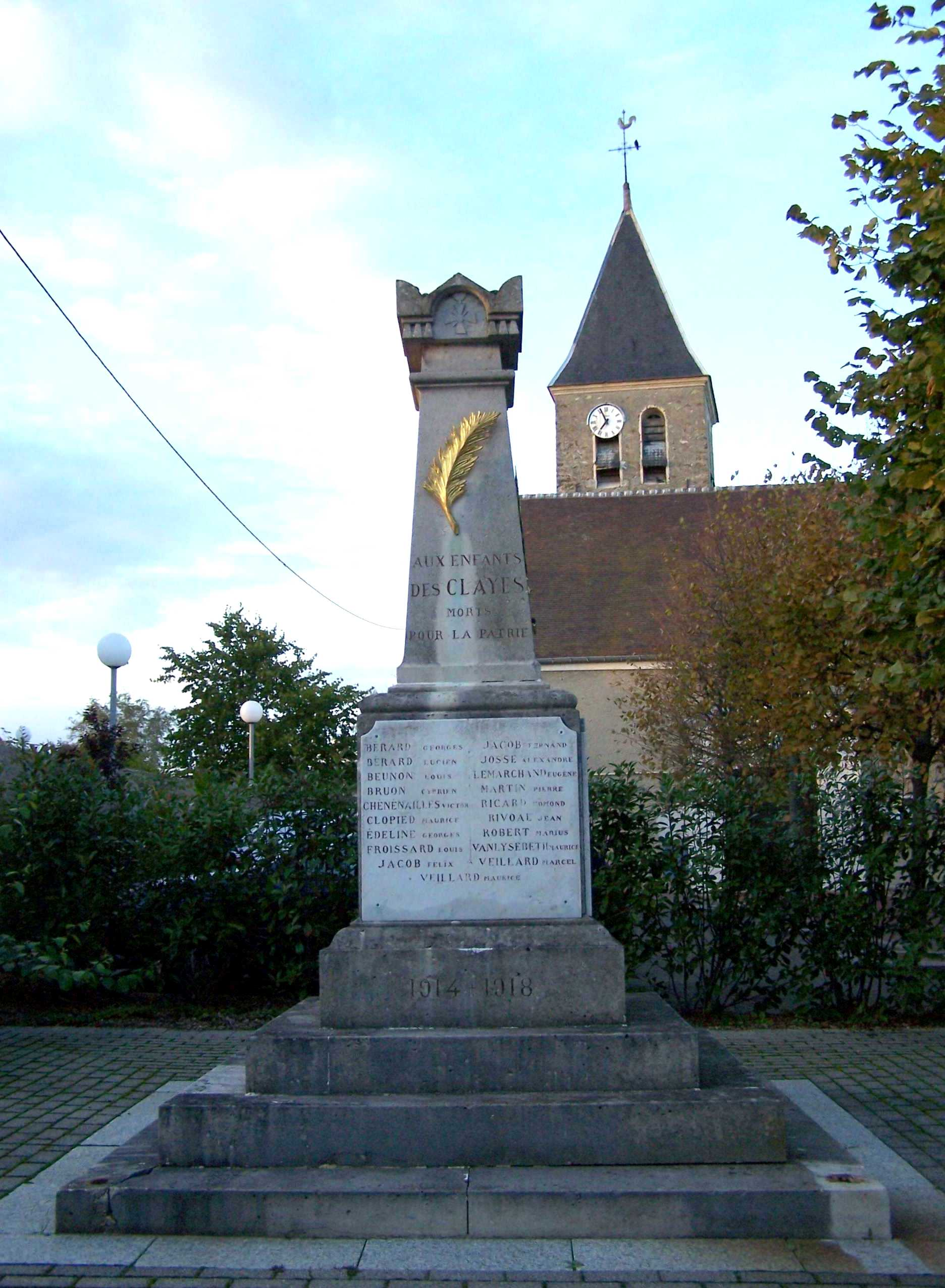
Il monumento ai caduti, davanti alla chiesa